# Camponotus amoris
Camponotus amoris är en myrart som beskrevs av Auguste-Henri Forel 1904. Camponotus amoris ingår i släktet hästmyror, och familjen myror. Inga underarter finns listade.